# 第59回グラミー賞
第59回グラミー賞（だい59かいグラミーしょう、The 59th Annual Grammy Awards）は、2017年2月12日にカリフォルニア州ロサンゼルス市のステイプルズ・センターにて授賞式が行われた。司会は『レイト×2ショー with ジェームズ・コーデン』でおなじみのジェームズ・コーデン。主要以外の部門は隣接するマイクロソフト・シアターで開催された。

## 受賞・候補作
受賞は各部門最上段に太字のもの

### 総合（主要部門）
最優秀レコード賞
- "ハロー（Hello）" - アデル
- "Formation" - ビヨンセ
- "7 Years" - ルーカス・グラハム
- "Work" - リアーナ featuring ドレイク
- "Stressed Out" - トゥエンティ・ワン・パイロッツ

最優秀アルバム賞
- 『25』 - アデル
- 『レモネード（Lemonade）』- ビヨンセ
- 『パーパス（Purpose）』- ジャスティン・ビーバー
- 『ヴューズ（Views）』- ドレイク
- 『ア・セイラーズ・ガイド・トゥ・アース（A Sailor's Guide to Earth）』- スタージル・シンプソン

最優秀楽曲賞
- "ハロー（Hello）" - アデル
- "Formation" - ビヨンセ
- "アイ・トゥック・ア・ピル・イン・イビザ（I Took a Pill in Ibiza）" - マイク・ポズナー
- "Love Yourself" - ジャスティン・ビーバー
- "7 Years" - ルーカス・グラハム

最優秀新人賞
- チャンス・ザ・ラッパー
- ケルシー・バレリーニ（英語版）
- ザ・チェインスモーカーズ
- マレン・モリス
- アンダーソン・パーク

### ポップ
最優秀ポップ・ソロ・パフォーマンス
- "ハロー（Hello）" - アデル（『25』所収）
- "Hold Up" - ビヨンセ
- "Love Yourself" - ジャスティン・ビーバー
- "Piece by Piece (Idol Version)" - ケリー・クラークソン
- "デンジャラス・ウーマン（Dangerous Woman）" - アリアナ・グランデ（『デンジャラス・ウーマン』所収）

最優秀ポップ・デュオ/グループ・パフォーマンス
- "Stressed Out" - トゥエンティ・ワン・パイロッツ
- "Closer" - ザ・チェインスモーカーズ featuring ホールジー
- "7 Years" - ルーカス・グラハム
- "Work" - リアーナ featuring ドレイク
- "Cheap Thrills" - シーア featuring ショーン・ポール

最優秀トラディショナル・ポップ・ボーカル・アルバム
- 『Summertime: Willie Nelson Sings Gershwin』 - ウィリー・ネルソン
- 『シネマ～永遠の愛の物語（Cinema）』- アンドレア・ボチェッリ
- 『フォールン・エンジェルズ（Fallen Angels）』- ボブ・ディラン
- 『ステージズ・ライヴ（Stages Live）』- ジョシュ・グローバン
- 『アンコール（Encore: Movie Partners Sing Broadway）』- バーブラ・ストライサンド

最優秀ポップ・ボーカル・アルバム
- 『25』 - アデル
- 『パーパス（Purpose）』- ジャスティン・ビーバー
- 『デンジャラス・ウーマン（Dangerous Woman）』- アリアナ・グランデ
- 『Confident』- デミ・ロヴァート
- 『ディス・イズ・アクティング（This Is Acting）』- シーア

### ダンス／エレクトロニック
最優秀ダンス録音
- ザ・チェインスモーカーズ featuring デイヤ "Don't Let Me Down" – ザ・チェインスモーカーズ（プロデューサー）。Jordan Young（ミキサー）。

最優秀ダンス／エレクトロニック・アルバム
- 『Skin』 – フルーム
- 『Electronica 1: The Time Machine』 – ジャン・ミッシェル・ジャール
- 『Epoch』 – Tycho
- 『バーバラ・バーバラ・ウィ・フェイス・ア・シャイニング・フューチャー（Barbara Barbara, We Face a Shining Future）』 – アンダーワールド
- 『Louie Vega Starring...XXVIII』 – Little Louie Vega

### コンテンポラリー・インストゥルメンタル
最優秀コンテンポラリー・インストゥルメンタル・アルバム
- 『Culcha Vulcha』 – スナーキー・パピー
- 『Human Nature』 – ハーブ・アルパート
- 『星に願いを（When You Wish Upon a Star）』 – ビル・フリーゼル
- 『ウェイ・バック・ホーム（Way Back Home: Live from Rochester, NY）』 – スティーヴ・ガッド・バンド
- 『アンスポークン（Unspoken）』 – チャック・ローブ

### ロック
最優秀ロック・パフォーマンス
- "★" – デヴィッド・ボウイ（『ブラックスター（★）』所収）

最優秀メタル・パフォーマンス
- "ディストピア（Dystopia）" – メガデス（『ディストピア』所収）

最優秀ロック・ソング
- "★"
  - デヴィッド・ボウイ（ソングライター）（デヴィッド・ボウイ『ブラックスター（★）』所収）

最優秀ロック・アルバム
- 『テル・ミー・アイム・プリティ（Tell Me I'm Pretty）』 – ケイジ・ジ・エレファント
- 『カリフォルニア（California）』 – ブリンク 182
- 『Magma』 – ゴジラ
- 『ある独身男の死』 – パニック!アット・ザ・ディスコ
- 『ウィーザー（Weezer）』 – ウィーザー

### オルタナティヴ
最優秀オルタナティヴ・ミュージック・アルバム
- 『ブラックスター（★）』 - デヴィッド・ボウイ
- 『22、ア・ミリオン（22, A Million）』 – ボン・イヴェール
- 『ザ・ホープ・シックス・デモリッション・プロジェクト（The Hope Six Demolition Project）』 – PJ ハーヴェイ
- 『ポスト・ポップ・ディプレッション（Post Pop Depression）』 – イギー・ポップ
- 『ア・ムーン・シェイプト・プール（A Moon Shaped Pool）』 – レディオヘッド

### R&B
最優秀R&Bパフォーマンス
- "Cranes in the Sky" - ソランジュ（『A Seat at the Table』所収）
- "Turnin' Me Up" - BJ・ザ・シカゴ・キッド（『In My Mind』所収）
- "Permission" - ロ・ジェームス（英語版）（シングル）
- "I Do" - ミュージック・ソウルチャイルド（『Life on Earth』所収）
- "Needed Me" - リアーナ（『アンチ（Anti）』所収）

最優秀トラディショナルR&Bパフォーマンス
- "Angel" - レイラ・ハサウェイ（『レイラ・ハサウェイ・ライヴ（Lalah Hathaway Live）』所収）
- "The Three of Me" - ウィリアム・ベル
- "Woman's World" - BJ・ザ・シカゴ・キッド（『In My Mind』所収）
- "Sleeping with the One I Love" - ファンテイジア・バリーノ（英語版）（『The Definition Of...』所収）
- "Can't Wait" - ジル・スコット

最優秀R&Bソング
- "Lake by the Ocean" - ホッド・デイビット＆マックスウェル （マックスウェル『BLACKsummers'night』所収）
- "Come and See Me" - J. Brathwaite、オーブリー・グラハム 、Noah Shebib (PartyNextDoor featuring ドレイク)
- "Exchange " - Michael Hernandez ＆ブライソン・ティラー (Bryson Tiller)
- "Kiss It Better" - ジェフ・バスカー、リアーナ 、ジョン・グラス、Teddy Sinclair (リアーナ)
- "Luv " - Magnus August Høiberg、Benjamin Levin、Daystar Peterson (Tory Lanez)

最優秀アーバン・コンテンポラリー・アルバム
- 『レモネード（Lemonade）』- ビヨンセ
- 『Ology』- ガラント（英語版）
- 『ウィー・アー・キング（We Are King）』- キング
- 『Malibu』- アンダーソン・パーク
- 『アンチ（Anti）』- リアーナ

最優秀R&Bアルバム
- 『レイラ・ハサウェイ・ライヴ（Lalah Hathaway Live）』 - レイラ・ハサウェイ
- 『In My Mind』 - BJ・ザ・シカゴ・キッド
- 『Velvet Portraits』 - テラス・マーティン（英語版）
- 『Healing Season』 - ミント・コンディション
- 『Smoove Jones』 - マイア

### ラップ
最優秀ラップ・パフォーマンス
- "No Problem" - チャンス・ザ・ラッパー featuring リル・ウェイン＆2チェインズ（チャンス・ザ・ラッパー『Coloring Book』（ミックス・テープ）所収）
- "Panda" - デザイナー（『New English』所収）
- "Pop Style" - ドレイク featuring The Throne（『ヴューズ（Views）』所収）
- "All the Way Up" - ファット・ジョー＆レミー・マー featuring フレンチ・モンタナ＆ Infared（『Plata O Plomo』所収）
- "THat Part" - スクールボーイ・Q featuring カニエ・ウェスト（『Blank Face LP』所収）

最優秀ラップ／サング・パフォーマンス
- "Hotline Bling" - ドレイク（『ヴューズ（Views）』所収）
- "Freedom" - ビヨンセ featuring ケンドリック・ラマー（『レモネード（Lemonade）』所収）
- "Broccoli" - D.R.A.M. featuring リル・ヨッティ（『Big Baby DRAM』所収）
- "Ultralight Beam" - カニエ・ウェスト featuring チャンス・ザ・ラッパー、ケリー・プライス（英語版）、カーク・フランクリン、ザ・ドリーム（『The Life of Pablo』所収）
- "Famous" - カニエ・ウェスト featuring リアーナ（『The Life of Pablo』所収）

最優秀ラップ・ソング
- "Hotline Bling" - ドレイク（『ヴューズ（Views）』所収）
- "All the Way Up" - ファット・ジョー＆ レミー・マー featuring フレンチ・モンタナ＆ Infared
- "Famous" - カニエ・ウェスト featuring リアーナ（『The Life of Pablo』所収）
- "No Problem" - チャンス・ザ・ラッパー featuring リル・ウェイン＆2チェインズ
- "Ultralight Beam" - カニエ・ウェスト featuringチャンス・ザ・ラッパー、ケリー・プライス（英語版）、カーク・フランクリン、ザ・ドリーム

最優秀ラップ・アルバム
- 『Coloring Book』（ミックス・テープ） - チャンス・ザ・ラッパー
- 『アンド・ジ・アノニマス・ノーバディ（and the Anonymous Nobody...）』- デ・ラ・ソウル
- 『Major Key』- DJキャレド
- 『ヴューズ（Views）』- ドレイク
- 『Blank Face LP』- スクールボーイ・Q
- 『The Life of Pablo』- カニエ・ウエスト

### カントリー
最優秀カントリー・ソロ・パフォーマンス
- "My Church" – マレン・モリス（『Hero』所収）

最優秀カントリー・デュオ／グループ・パフォーマンス
- "Jolene" – ペンタトニックス featuring ドリー・パートン（『PTX, Vol. IV - Classics』所収）

最優秀カントリー・ソング
- ティム・マグロウ "Humble and Kind" - Lori McKenna（ソングライター）

### ニューエイジ
最優秀ニューエイジ・アルバム
- 『White Sun II』 – ホワイト・サン
- 『Orogen』 – ジョン・バーク（英語版）
- 『ダーク・スカイ・アイラン（Dark Sky Island）』 – エンヤ
- 『Inner Passion』 – ピーター・ケーター（英語版）＆ティナ・グオ
- 『ロゼッタ（Rosetta）』 – ヴァンゲリス

### ジャズ
最優秀インプロヴァイズド・ジャズ・ソロ
- ジョン・スコフィールド "I'm So Lonesome I Could Cry" - 『カントリー・フォー・オールド・メン（Country for Old Men）』所収
- ジョーイ・アレキサンダー（英語版） "Countdown" - 『カウントダウン（Countdown）』所収
- ラヴィ・コルトレーン（英語版） "In Movement" –  ジャック・ディジョネットおよびマット・ギャリソンとの共演『イン・ムーヴメント（In Movement）』所収
- フレッド・ハーシュ（英語版） "We See" - 『サンデイ・ナイト・アット・ザ・ヴァンガード（Sunday Night at the Vanguard）』所収
- ブラッド・メルドー "I Concentrate on You" - 『ブルース・アンド・バラッズ（Blues and Ballads）』所収

最優秀ジャズ・ボーカル・アルバム
- 『希望へのアレイ（Take Me to the Alley）』 – グレゴリー・ポーター
- 『サウンド・オブ・レッド（Sound of Red）』 – ルネ・マリー（英語版）
- 『アップワード・スパイラル（Upward Spiral）』 – ブランフォード・マルサリス・カルテット with special guest カート・エリング
- 『ハーレム・オン・マイ・マインド（Harlem on My Mind）』 – キャサリン・ラッセル（英語版）
- 『The Sting Variations』 – ティアニー・サットン・バンド

最優秀ジャズ・インストゥルメンタル・アルバム
- 『カントリー・フォー・オールド・メン（Country for Old Men）』– ジョン・スコフィールド
- 『ブック・オブ・イントゥイション（Book of Intuition）』 – ケニー・バロン・トリオ
- 『ドクター・アム（Dr. Um）』 – ピーター・アースキン
- 『サンデイ・ナイト・アット・ザ・ヴァンガード（Sunday Night at the Vanguard）』 – ザ・フレッド・ハーシュ（英語版）・トリオ
- 『ニアネス（Nearness）』 – ジョシュア・レッドマン＆ブラッド・メルドー

最優秀ラージ・ジャズ・アンサンブル・アルバム
- 『Presidential Suite: Eight Variations on Freedom』 – テッド・ナッシュ（英語版）・ビッグバンド
- 『リアル・エネミーズ（Real Enemies）』 - ダーシー・ジェームス・アーギューズ（英語版）・シークレット・ソサエティ
- 『モンケストラVol.1（MONK'estra, Vol. 1）』 - ジョン・ビーズリー（英語版）
- 『ミュージック・オブ・ザ・ビートルズ（Kaleidoscope Eyes: Music of the Beatles）』 - ジョン・デイヴァーザ（英語版）
- 『All L.A. Band』 - ボブ・ミンツァー

最優秀ラテン・ジャズ・アルバム
- 『Tribute to Irakere: Live in Marciac』 – チューチョ・バルデース
- 『エントレ・コレーガス（Entre Colegas）』 - アンディ・ゴンザレス（英語版）
- 『Madera Latino: A Latin Jazz Perspective on the Music of Woody Shaw』 - ブライアン・リンチ（英語版）＆Various Artists
- 『Canto América』 - マイケル・スパイロ／ウェイン・ウォーレス with ラ・オルケスタ・シンフォニエッタ
- 『30』 - トリオ・ダ・パス（英語版）

### ゴスペル／コンテンポラリー・クリスチャン
最優秀ゴスペル・パフォーマンス／ソング
- Tamela Mann "God Provides" – カーク・フランクリン（ソングライター）

最優秀コンテンポラリー・クリスチャン・ミュージック・パフォーマンス／ソング
- Hillary Scott & The Scott Family "Thy Will" – Bernie Herms、Hillary Scott、Emily Weisband（ソングライター）（『Love Remains』所収）

最優秀ゴスペル・アルバム
- 『Losing My Religion』 – カーク・フランクリン

最優秀コンテンポラリー・クリスチャン・ミュージック
- 『Love Remains』 – Hillary Scott & The Scott Family

最優秀ルーツ・ゴスペル・アルバム
- 『Hymns That Are Important to Us』 – Joey + Rory

### ラテン
最優秀ラテン・ポップ・アルバム
- 『Un Besito Más』 – ジェシー & ジョイ

最優秀ラテン・ロック、アーバンもしくはオルタナティヴ・アルバム
- 『iLevitable』 – ile

最優秀リージョナル・メキシカン・ミュージック・アルバム
- 『Un Azteca en el Azteca, Vol. 1 (En Vivo)』 – Vicente Fernández

最優秀トロピカル・ラテン・アルバム
- 『Donde Están?』 –  ホセ・ルーゴ＆グアサバーラ・コンボ

### アメリカン・ルーツ
最優秀アメリカン・ルーツ・パフォーマンス
- "House of Mercy" – サラ・ジャローズ（英語版）（『Undercurrent』所収）

最優秀アメリカン・ルーツ・ソング
- The Time Jumpers "Kid Sister" - ヴィンス・ギル（ソングライター）（『Kid Sister』所収）

最優秀アメリカーナ・アルバム
- 『This Is Where I Live』 – ウィリアム・ベル

最優秀ブルーグラス・アルバム
- 『Coming Home』 – O'Connor Band with マーク・オコナー（英語版）

最優秀トラディショナル・ブルース・アルバム
- 『Porcupine Meat』 – Bobby Rush

最優秀コンテンポラリー・ブルース・アルバム
- 『ラスト・デイズ・オブ・オークランド（The Last Days of Oakland）』 – ファンタスティック・ネグリート

最優秀フォーク・アルバム
- 『Undercurrent』 – サラ・ジャローズ（英語版）

最優秀リージョナル・ミュージック・ミュージック・アルバム
- 『E Walea』 – Kalani Pe'a

### レゲエ
最優秀レゲエ・アルバム
- 『Ziggy Marley』 – ジギー・マーリー（英語版）
- 『Sly & Robbie Presents... Reggae For Her』 – Devin Di Dakta & J.L
- 『Rose Petals』 – J・ブーグ（英語版）
- 『Everlasting』 – Raging Fyah
- 『Falling Into Place』 – Rebelution
- 『SOJA: Live in Virginia』 – SOJA

### ワールドミュージック
最優秀ワールドミュージック・アルバム
- 『シング・ミー・ホーム（Sing Me Home）』 - ヨーヨー・マ＆シルクロード・アンサンブル（英語版）
- 『Destiny』 - ケルティック・ウーマン
- 『Walking in the Footsteps of Our Fathers』 - レディスミス・ブラック・マンバーゾ
- 『Land of Gold』 - アヌーシュカ・シャンカール（英語版）
- 『Dois Amigos, Um Século de Música: Multishow Live』 - カエターノ・ヴェローゾ＆ジルベルト・ジル

### チルドレンズ
最優秀チルドレンズ・アルバム
- 『Infinity Plus One』 – Secret Agent 23 Skidoo

### スポークン・ワード
最優秀スポークン・ワード・アルバム
- 『In Such Good Company: Eleven Years of Laughter, Mayhem, and Fun in the Sandbox』 - キャロル・バーネット

### コメディ
最優秀コメディ・アルバム
- 『パットン・オズワルトの拍手ちょうだい!!（Talking for Clapping）』 - パットン・オズワルト

### ミュージカル劇場
最優秀ミュージカル劇場アルバム
- 『カラー・パープル（The Color Purple）』 – ダニエル・ブルックス、シンシア・エリヴォ、ジェニファー・ハドソン（プリンシパル・ソロイスト）。Stephen Bray、Van Dean、Frank Filipetti、Roy Furman、Joan Raffe、Scott Sanders、Jhett Tolentino（プロデューサー）。（Stephen Bray、ブレンダ・ラッセル、Allee Willis（作曲者／作詞者）

### ビジュアルメディア向け
最優秀コンピレーション・サウンドトラック（ビジュアルメディア向け）
- マイルス・デイヴィス、Various Artists『MILES AHEAD/マイルス・デイヴィス 空白の5年間：オリジナル・サウンドトラック（Miles Ahead (Original Motion Picture Soundtrack)）』 – Steve Berkowitz、ドン・チードル、ロバート・グラスパー（コンピレーション・プロデューサー）

最優秀スコア・サウンドトラック（ヴィジュアル・メディア向け）
- 『スター・ウォーズ/フォースの覚醒：オリジナル・サウンドトラック（Star Wars: The Force Awakens）』 – ジョン・ウィリアムズ（作曲者）

最優秀ソング（ビジュアルメディア向け）
- "Can't Stop the Feeling!" – マックス・マーティン、Shellback、ジャスティン・ティンバーレイク（ソングライター）。（『トロールズ：オリジナル・サウンドトラック（Trolls: Original Motion Picture Soundtrack）』所収）（performed by ジャスティン・ティンバーレイク、アナ・ケンドリック、グウェン・ステファニー、ジェームズ・コーデン、ズーイー・デシャネル、Walt Dohrn、Ron Funches、Caroline Hjelt、アイノ・ジャウォ、クリストファー・ミンツ＝プラッセ、クナル・ネイヤー)

### 作曲
最優秀インストゥルメンタル作曲
- "Spoken at Midnight" - テッド・ナッシュ（英語版）（作曲者）（テッド・ナッシュ・ビッグバンド『Presidential Suite: Eight Variations on Freedom』所収）

### 編曲
最優秀編曲（インストゥルメンタルもしくはアカペラ）
- "You and I" - ジェイコブ・コリアー（編曲者）（ジェイコブ・コリアー『イン・マイ・ルーム （In My Room）』所収）

最優秀編曲（インストゥルメンタルおよびボーカル）
- "Flintstones" - ジェイコブ・コリアー（編曲者）（ジェイコブ・コリアー『イン・マイ・ルーム （In My Room）』所収）

### パッケージング
最優秀録音パッケージ
- デヴィッド・ボウイ『ブラックスター（★）』 - ジョナサン・バーンブルック（アート・ディレクター）

最優秀ボックスドもしくは特別限定版パッケージ
- エディット・ピアフ『エディット・ピアフ：生誕100年デラックス・エディション（Édith Piaf 1915–2015）』 - Gérard Lo Monaco（アート・ディレクター）

### ノーツ
最優秀アルバム・ノーツ
- ユービー・ブレイク＆Noble Sissle『Sissle and Blake Sing Shuffle Along』 - Ken Bloom＆Richard Carlin（アルバム・ノーツ・ライター）

### ヒストリカル
最優秀ヒストリカル・アルバム
- ボブ・ディラン『ザ・カッティング・エッジ1965-1966（ブートレッグ・シリーズ第12集）（The Cutting Edge 1965–1966: The Bootleg Series, Vol. 12）』（コレクターズ版） - Steve Berkowitz、Jeff Rosen（コンピレーション・プロデューサー）。Mark Wilder（マスタリング・エンジニア）。

### エンジニアド・アルバム
最優秀エンジニアド・アルバム（非クラシカル）
- デビッド・ボウイ『ブラックスター（★）』 - デビッド・ボウイ、Tom Elmhirst、Kevin Killen、トニー・ヴィスコンティ（エンジニア）。Joe LaPorta（マスタリング・エンジニア）。

最優秀エンジニアド・アルバム（クラシカル）
- ジェームズ・コンロン、Guanqun Yu、Joshua Guerrero、Patricia Racette、Christopher Maltman、Lucy Schaufer、Lucas Meachem、Los Angeles Opera Chorus and Orchestra『コリリアーノ：ヴェルサイユの幽霊（The Ghosts of Versailles）』 - Mark Donahue、Fred Vogler、David L Williams（エンジニア）

### プロデューサー
プロデューサー・オブ・ザ・イヤー（非クラシカル）
- グレッグ・カースティン（英語版）

プロデューサー・オブ・ザ・イヤー（クラシカル）
- David Frost

### リミキサー
最優秀リミックスド録音（非クラシカル）
- Bob Moses "Tearing Me Up" (RAC Remix) - André Allen Anjos（リミキサー）

### サラウンド・サウンド
最優秀サラウンド・サウンド・アルバム
- Ludovic Morlot＆シアトル交響楽団『デュティユー：同じ和音の上に／二つの引用／瞬間の神秘／音色、空間、運動（Dutilleux: Sur le même accord; Les Citations; Mystère de l'instant & Timbres, espace, mouvement）』 - Alexander Lipay、Dmitriy Lipay（サラウンド・ミックス・エンジニア）。Dmitriy Lipay（サラウンド・マスタリング・エンジニア）。Dmitriy Lipay（サラウンド・プロデューサー）

### ミュージック・ビデオ／フィルム
最優秀ミュージック・ビデオ
- ビヨンセ "Formation" - Melina Matsoukas（ビデオ・ディレクター）。Candice Dragonas、Juliette Larthe、Nathan Scherrer、Inga Veronique（ビデオ・プロデューサー）。

最優秀ミュージック・フィルム
- ビートルズ『ザ・ビートルズ〜EIGHT DAYS A WEEK - The Touring Years』 - ロン・ハワード（ビデオ・ディレクター）。ブライアン・グレイザー、ロン・ハワード、Scott Pascucci、ナイジェル・シンクレア（ビデオ・プロデューサー）。

### 特別賞
ミュージケアーズ・パーソン・オブ・ザ・イヤー
- トム・ペティ

生涯業績賞
- シャーリー・シーザー（英語版）
- アーマッド・ジャマル
- チャーリー・プライド（英語版）
- ジミー・ロジャーズ
- ニーナ・シモン
- スライ・ストーン
- ヴェルヴェット・アンダーグラウンド